# Конституційний суд (Бельгія)
Конституційний суд (нідерландська мова :Grondwettelijk Hofⓘ Grondwettelijk Hofⓘ, фр. Cour constitutionelle, нім. Verfassungsgerichtshof) відіграє центральну роль у федеративній бельгійській державі. Це судовий суд, заснований у 1980 році. Його юрисдикція була розширена в 1988 і 2003 роках.

## Історія

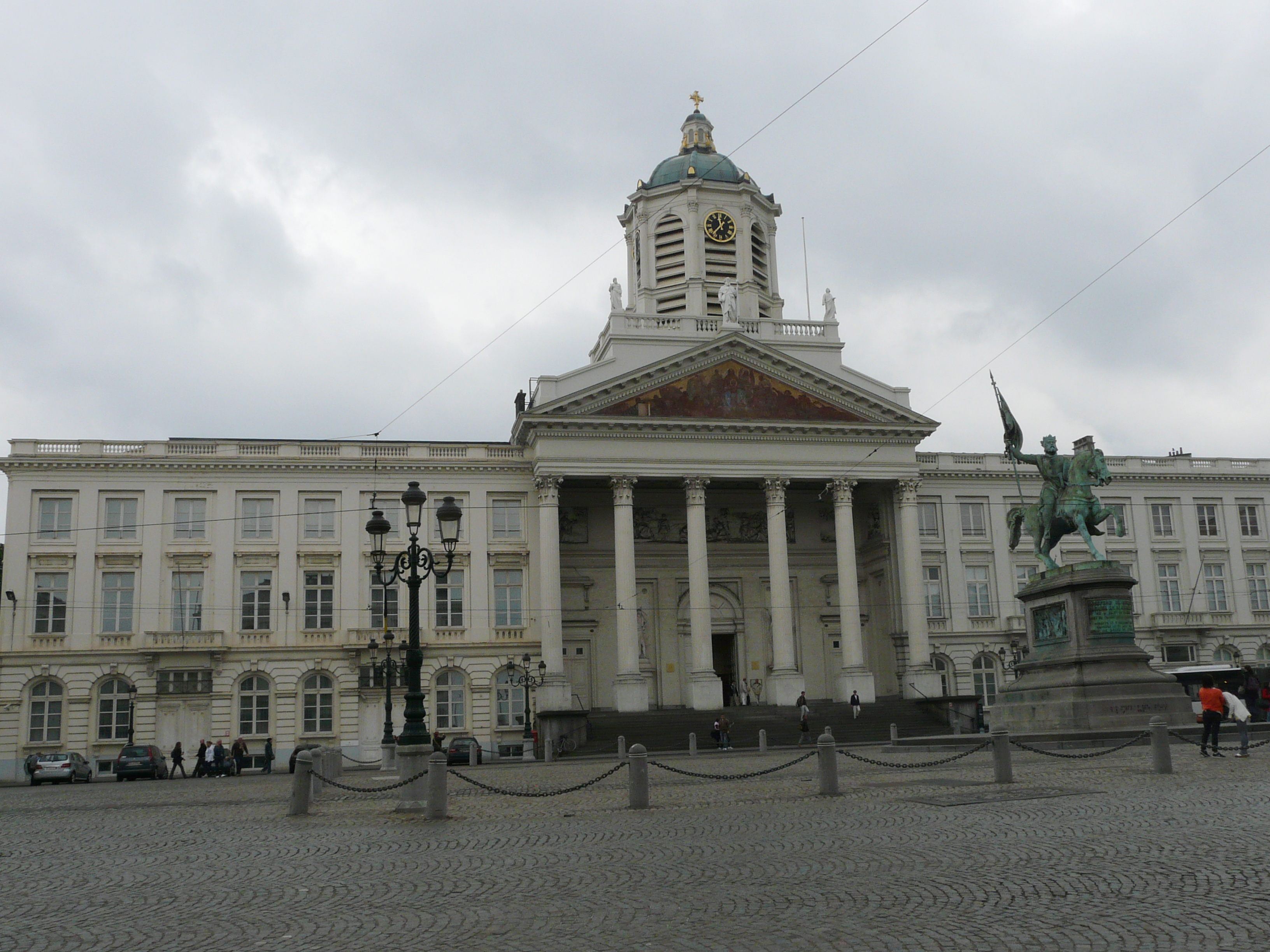
Вид на Королівську площу; Конституційний суд Бельгії (зліва) примикає до церкви Св. Якова на Куденбергу.

Заснований як арбітражний суд, суд завдячує своїм існуванням розвитку бельгійської унітарної держави у федеративну державу. Первісна назва суду вже багато говорить про його місію, яка полягає в нагляді за дотриманням конституційного розподілу повноважень між федеральною державою, громадами та регіонами. 

## Юрисдикція
З 1988 року Суд також відповідає за нагляд за застосуванням деяких окремих статей конституції Бельгії, таких як принципи рівності, недискримінації та права та свободи щодо освіти (статті 10, 11 і 24 Бельгійської конституції). конституція). Спеціальним законом 2003 року цю компетенцію було розширено до розділу II (статті 8-32), а також статей 170, 172 і 191 Конституції Бельгії. Таким чином Суд перетворюється на конституційний суд.

## Судді
Суд складається з 12 суддів (2 мовні групи, з яких 6 нідерландців і 6 франкомовних, один з них повинен мати відповідне знання німецької мови), яких довічно призначає король (на практиці федеральний уряд) у списку суддів. кандидатів, наданих федеральним парламентом . Список для заміщення вакантної посади містить двох кандидатів, запропонованих почергово Палатою представників і Сенатом більшістю не менше двох третин присутніх членів. Кожна лінгвістична група складається з трьох суддів з юридичною освітою та трьох суддів, які мають не менше п’яти років досвіду роботи в парламенті. Кандидати повинні бути не молодше сорока років. Судді можуть обіймати посади до досягнення ними сімдесяти років, після чого вони виходять у відставку.